# باكلاش (2006)

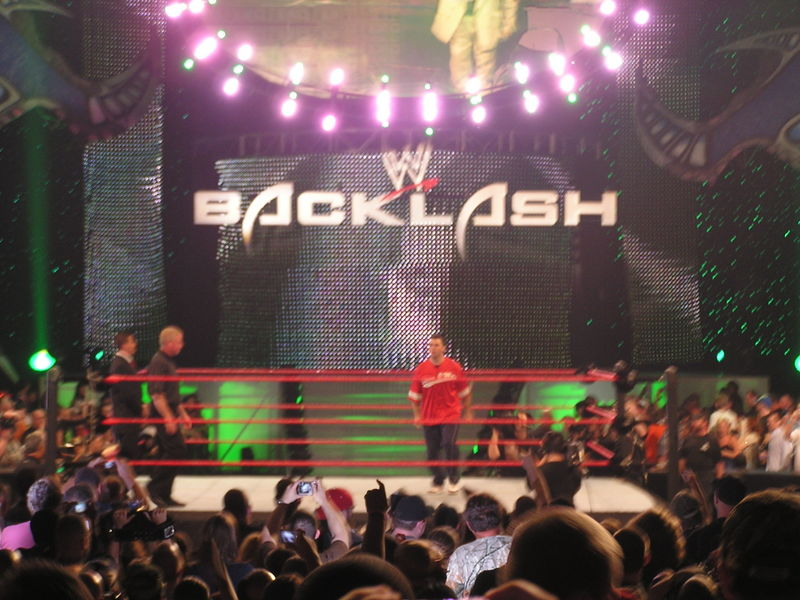
باكلاش 2006

باكلاش (2006) Backlash (رد الفعل العنيف) حدثاً مصارعة محترفة الدفع مقابل المشاهدة أنتجته (وورلد ريسلنغ إنترتينمنت)(دبليو دبليو إي) لقسم علامتها التجارية راو. حدث ذلك في 30 أبريل 2006، في روب أرينا في ليكسينغتون كنتاكي. كان هذا هو الحدث الثامن في ظل التسلسل الزمني لرد الفعل العكسي «باكلاش».
تم تحديد سبع مباريات مصارعة محترفة على بطاقة الحدث، والتي شهدت ثلاث مباريات رئيسية. كانت أول هذه الأحداث الرئيسية هي مباراة عدوان ثلاثي لبطولة دبليو دبليو إي، والتي شهدت فوز جون سينا على منافسيه تربل إتش وإيدج للاحتفاظ بلقبه.
الحدث الرئيسي الثاني كان شون مايكلز وغاد مقابل فينس وشين ماكماهون في مباراة نو هولد بارد، والتي فاز بها ماكماهونز.
الحدث الرئيسي الثالث كان "مباراة اللقب مقابل مباراة "حقيبة الملفات" والتي حرضت ماني إن ذا بانك روب فان دام ضد بطل القارات شيلتون بنيامين، حيث دافع كلا الرجلين عن ألقابهما. هزم فان دام - بنيامين، وبالتالي احتفظ بحقيبة أمواله في البنك وفاز ببطولة إنتركونتيننتال.
تلقى الحدث 273000 ألف عملية شراء بالدفع مقابل المشاهدة، وهو ما يزيد عن حدث العام السابق الذي تم استلامه. ساهم هذا في زيادة إيرادات دبليو دبليو إي للدفع مقابل المشاهدة بمقدار 4.3 مليون دولارعن العام السابق. عندما تم إصدار الحدث على قرص دي في دي، بلغ ذروته في المرتبة الثانية على مخطط مبيعات دي في دي بيلبورد للرياضات الترفيهية.

## خلفية
كان رد الفعل العكسي حدثاً للدفع مقابل المشاهدة تم إنشاؤه بواسطة المصارعة العالمية الترفيهية (وورلد ريسلنغ إنترتينمنت)(دبليو دبليو إي) في عام 1999 بإعتباره الدفع لكل عرض سنوي بعد راسلمينيا. كان حدث عام 2006 هو الحدث الثامن في التسلسل الزمني لرد الفعل العكسي. مثل أحداث العامين الماضيين، كان حدث عام 2006 عبارة عن عرض حصري للدفع لكل عرض، ويضم فقط مصارعين من تلك العلامات التجارية.

## الوقائع
رد الفعل العكسي (باكلاش) تميزت المباريات التي تضمنت مصارعين مختلفين من العداوات الموجودة مسبقاً والمؤامرات والقصص، من الأحداث التي أدت إلى التوتر، وبلغت ذروتها في مباراة مصارعة واحدة أو سلسلة من المباريات. كان جميع المصارعين من ماركة (راو) التابعة لـ دبليو دبليو إي.

### الحدث الرئيسي
كان الحدث الرئيسي عبارة عن مباراة تهديد ثلاثية لبطولة دبليو دبليو إي بين جون سينا وتربل إتش وإيدج. بدأ التعزيز للمباراة عندما خسر تربل اتش مباراة رويال رامبل (وهي نوع من المباريات متعددة المنافسين يتم فيها القضاء على المصارعين حتى يتم ترك أحدهم ويعلن الفائز) ولكنه شارك في بطولة الطريق إلى راسلمينيا لعام 2006، حيث سيصبح الفائز هو "الرقم واحد - منافس واحد على بطولة (دبليو دبليو إي) في راسلمينيا. فاز تربل إتش بالبطولة. حيث هزم تربل إتش - جون سينا في راسلمينيا للاحتفاظ باللقب بعد إجباره على الخضوع لـحركة STFU، وهي حركة يلف فيها المصارع ذراعه حول رقبة الخصم في حركة (قبضة نائمة) بدلاً من التراجع على رأس الخصم.
في الليلة التالية على راو -أحد البرامج التلفزيونية الأولية لـ دبليو دبليو إي، طالب تربل إتش بلقطة أخرى في بطولة دبليو دبليو إي، لكن إيدج وليتا (صديقة إيدج) قاطعا مقطع تريبل إتش. قال إيدج إنه أصبح بطل (دبليو دبليو إي) في ثورة العام الجديد عندما صرف أمواله في لقب ماني إن ذا بانك، وفاز في (راسلمينيا 21)، وهزم جون سينا في الحدث، بعد أن هزم جون سينا خمسة رجال آخرين في «غرفة القضاء» وهي (مباراة تُظهر مصارعين يقاتلون في حلقة محاطة بهيكل فولاذي من سلسلة وعوارض).(سينا مع ذلك، استعاد البطولة في رويال رامبل 2006، عندما هزم إيدج). ادعى إيدج أن الوقت قد حان لخصم جديد لبطولة (دبليو دبليو إي)، بعد أن صرح أنه في راسلمينيا - فقد تربل إتش فرصته عندما خسر أمام جون سينا. خاض الرجال الثلاثة سلسلة من مباريات «الإعاقة»، وهي (مباراة تتكون من فريق واحد من المصارعين يواجهون فريقاً من المصارعين بتفوق عددي مثل ثلاثة ضد اثنين، أو اثنين ضد واحد) يؤدي إلى رد فعل عنيف مع تربل إتش وسينا، أجبر سينا - ايدج على الخضوع بـحركة STFU، وتثبيت تربل اتش ل إيدج. ثم تم الإعلان عن أن جون سينا سيدافع عن بطولة (دبليو دبليو إي) في مباراة ثلاثية التهديد ضد تربل اتش وإيدج في «باكلاش».

### المنافسات الأخرى
منافسة أخرى متجهة إلى الحدث: كانت فينس مكماهون وشين مكماهون ضد شون مايكلز وغاد. بدأ هذا الخلاف في 26 ديسمبر 2005، عندما سجل فينس ماكماهون ملاحظة على قرص دي في دي الخاص ببريت هارت، مدعيا أنه «خدع» هارت في ساعات مباراته في سلسلة سورفايفر 1997، حيث خسر هارت بطولة دبليو دبليو إي أمام شون مايكلز. في هذا الحدث، استخدم مايكلز جهاز الإنهاء الخاص ب هارت شاربوستر، وطلب فينس مكمان دق الجرس، في حدث يُعرف باسم «مونتريال سكروجوب». قاطع مايكلز - ماكماهون وأخبره قائلا «اتركه يذهب ويمضي قدماً» من أحداث سلسلة سورفايفر. رداً على ذلك، أخبر مكماهون مايكلز أنه فعلاً شد بريت هارت وأضاف قائلا «شون، لا تجعلني أفسدك».
في رويال رامبل، ظهر شين مكماهون بشكل مفاجئ عندما أقصي مايكلز من مباراة تسمى «الدمدمة» (حيث لم يكن مشاركاً). أبلغ مكماهون - مايكلز أنه سيواجه ابنه شين (ابن شين) في 18 مارس 2006 ليلة السبت الحدث الرئيسي الثاني والثلاثون في مباراة «نو هولد». في الحدث ٰ تدخل مايكلز طوال المباراة نيابة عن ابنه، من خلال إيقاف إحصاء الحكم، بعد أن قام مايكلز بأداء حركة موسيقى سويت شين على شين مكمان (وهي حركة ترى أن المصارع يستخدم نعل القدم لضرب رأس أو ذقن الخصم) حيث نفذها على شين، استحوذ مايكلز الغاضب على مكماهون ولكن قبل أن يتمكن من فعل أي شيء، ضرب شين - مايكلز بضربة منخفضة. أمر مكماهون شين بتطبيق حركة شاربوسترعلى مايكلز، وبعدها أن نفذ حركة الاستسلام، دعا مكماهون إلى دق الجرس، على غرار مباراة سلسلة سورفايفر عام 1997. حجز السيد مكماهون لنفسه ومايكلز في مباراة «نو هولدز» في راسليمينيا 22.
في راسلمينيا، تدخلت مجموعة سبيريت سكواد وشين مكمان نيابة عن فينيس ماكمان، لكن مايكلز هزم فينس مكمان بعد أن قام بأداء حركة موسيقى سويت شين واستولي على الانتصار بالتثبيت.
في الليلة التالية في راو، واجه ماكماهون - مايكلز وأبلغه أن فوزه في راسلمينيا كان "عملًا بفضل "غاد"، لذلك أقام مباراة فريق العلامة التجارية في (باكلاش) والتي سيتواجه بها ماكماهونز - مايكلز وغاد. استمر التنافس بين ميكي جيمس وتريش ستراتوس على بطولة (دبليو دبليو إي) للسيدات في دخول الحدث. تنازع ستراتوس وجيمس على اللقب لأول مرة في مباراة ثورة العام الجديد، واحتفظ ستراتوس باللقب. في الأشهر التي تلت ذلك، نما هوس جيمس بستراتوس لدرجة أنها اعترفت لستراتوس بأنها كانت تحبه؛ (مما جعل ستراتوس غير مرتاح). قامت جيمس بمحاولة أخيرة لتقبيل ستراتوس في حدث ليلة السبت الرئيسي الثاني والثلاثين في 18 مارس، بعد أن هزم الثنائي كانديس ميشيل وفيكتوريا. بعد أن تم رفض القبلة منها، هاجمت جيمس - ستراتوس وتعهدت لاحقاً بتدميره وتحولت جيمس إلى شريرة.
في راسلمينيا 22، هزمت الشريرة جيمس - ستراتوس لتفوز ببطولة السيدات لأول مرة في حياتها المهنية. في الأسابيع التالية، واصلت جيمس ألعابها الذهنية من خلال ارتداء ملابس مثل ملابس ستراتوس وادعاءها أنها (هي واجهت ستراتوس في النهاية بملابس جيمس) (جيمس مثلها وسخر من شخصيتها) وأعلن لاحقاً أن مباراة العودة في بطولة السيدات بين جيمس وستراتوس ستقام في باكلاش «رد فعل عنيف».

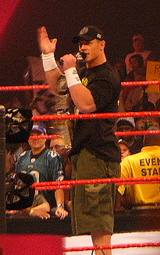
جون سينا - باكلاش 2006

## الأحداث
قبل بث الحدث مباشرة على نظام الدفع مقابل المشاهدة، هزم غولدست - روب كونواي في مباراة بثت على قناة هيت. فاز غولدست بالمباراة بعد حركة بورسلام بالتثبيت.

### المباراة الأولى
في المباراة الأولى من الحدث الفعلي واجه كارليتو - كريس ماسترز، في البداية كاد كارليتو يتفوق على الماسترز، حيث قام بأداء حركة لماسترز، ومع ذلك، اكتسب الماسترالتقدم ونفذوا حركة بور بومب. قام كارليتو بعمل حركة تكسير خلفي. ثم قام كارليتو بتثبيت الماسترز أثناء استخدام الحبال للفوز بالمباراة.

### المباراة الثانية
المباراة الثانية كانت مباراة بين أوماغا وريك فلير، كان لدى اوماغا تقدم طوال المباراة، حيث ضرب أوماغا الركبة برأس فليَر، أوماغا هزم فليَر بعد حركة ساموا سبايك.

### المباراة الثالثة
كانت المباراة الثالثة بين ميكي جيمس وتريش ستراتوس في بطولة دبليو دبليو إي للسيدات. تصاعدت المباراة إلى خارج الحلبة. عندما ألقى ستراتوس اللكمات لميكي، التي كانت على الحبل الثاني، ردت ميكي برميه فوق الحبل العلوي، مما تسبب في هبوط ستراتوس على ذراعه اليمنى. بعد ذلك، خنقت ميكي - ستراتوس برباط معصم كانت ترتديه وسقط خلال المباراة ، وبالتالي منح الفوز لستراتوس عن طريق استبعاد ميكي، ولكن وفقاً للوائح دبليو دبليو إي لا يمكن تغيير اللقب إلا عن طريق التثبيت أو الاستسلام لذلك ميكي احتفظت بالبطولة.

### المباراة الرابعة
كانت المباراة الرابعة لبطولة إنتركونتننتال دبليو دبليو إي بين روب فان دام وشيلتون بنجامين. بدأ كل من روب فان دام وبنجامين المباراة بمراكز عالية حيث أجرى بنيامين حركة سنسيت فليب بوربمب. سارت المباراة ذهاباً وإياباً بالإثارة، ولكن في النهاية قام فان دام بأداء حركة 5 نجوم فورغ سبلاش على بنيامين وقام بتثبيته للفوز بالمباراة والاحتفاظ بأمواله في حقيبة البنك والفوز ببطولة القارات.

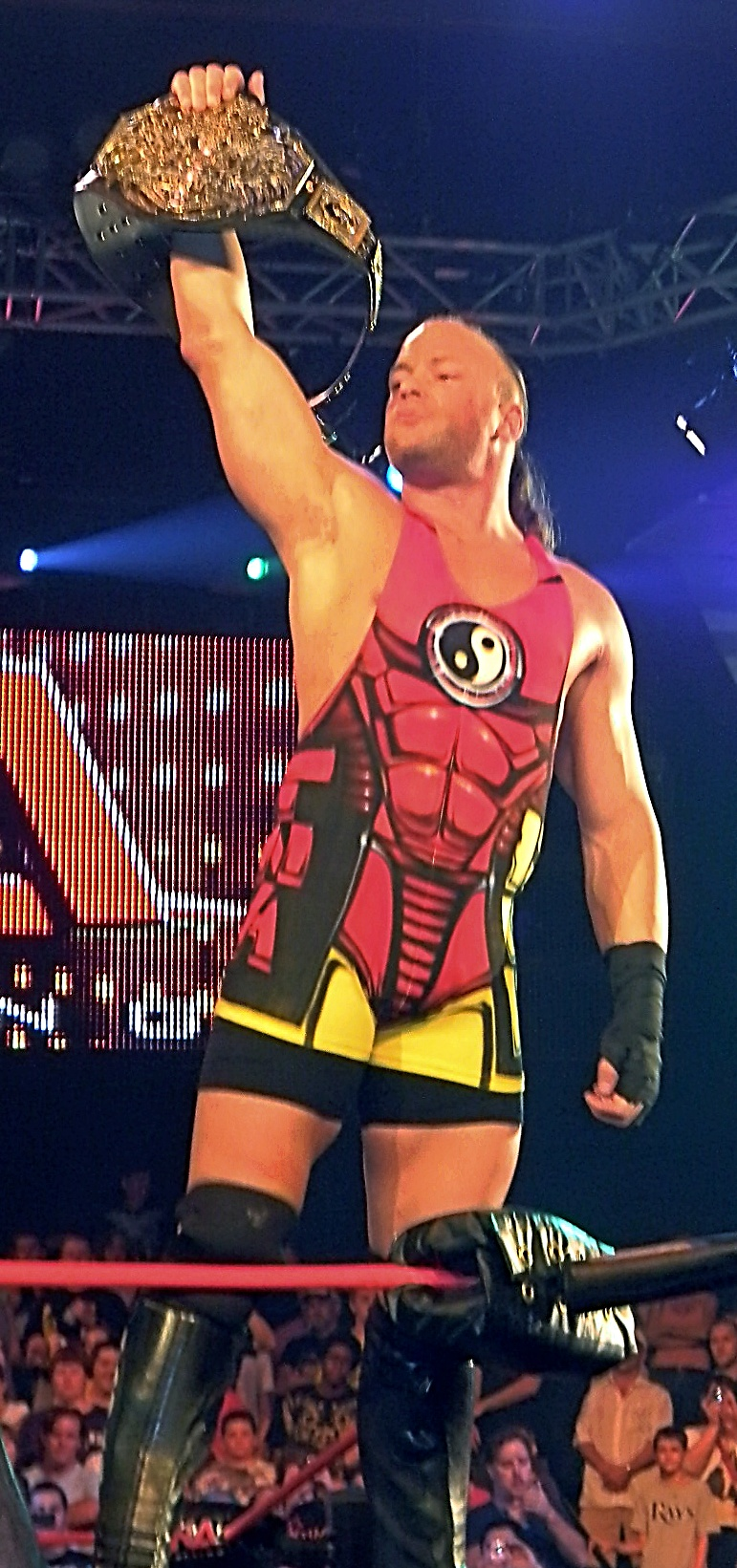
روب فان دام - باكلاش 2006

### المباراة الخامسة
في المباراة التالية، واجه بيغ شو - كين، والتي انتهت بلا منافسة (تعادل) بعد أن غطى الدم الحلبة وبدأت أصوات من المتحدثين في الساحة تسخر من كين بقولها «19 مايو». بيغ شو، الذي بدا أنه كان لديه ما يكفي من الإنزعاج، ضرب كين بحركة «كرسي قابل للطي» وابتعد.

### المباراة السادسة
كانت المباراة السادسة فينس وشين مكماهون ضد شون مايكلز وغاد في مباراة مفتوحة لا تحمل الحظر. بمجرد أن شق ماكماهونز طريقه إلى الحلبة، أخبر فينس الحكم أن «يفحص» غاد بحثاً عن أي أشياء يخفية، حيث تم «تصوير» غاد بواسطة أضواء المسرح وهو يخفي شيء.
بدأت المباراة مع شون مايكلز الذي نفذ ضربة عرضية على كل من فينس وشين ماكماهون خارج الحلبة. بعد ذلك، قام مايكلز بسحب فينس للأسفل عبر جزء من منطقة انطلاق «رد الفعل العكسي». ثم ضرب شين - مايكلز ب حركة «كرسي قابل للطي» وأصابه بنزيف.
بعد أن تناوب فينس وشين على الاعتداء على مايكلز، أمسك فينس بميكروفون وأخبر مايكلز أن «غاد» قد ترك المبنى واستخدم حركة «سوبر كيك» ضده. قاتل مايكلز وأمسك بطاولتين ووضع فينس وشين عليهما. ثم أمسك مايكلز بسلم ووقف فوقه. تدخلت فرقة الروح (كيني، جوني، ميتش، نيكي، وميكي) وهاجمت مايكلز، وأعقب ذلك فريق الروح الذي وضع مايكلز من خلال طاولة مع ضربة «رفع للسماء». ثم قام فينس بتثبيت مايكلز للفوز.

## الحدث الرئيسي
الحدث الرئيسي هو مباراة التهديد الثلاثي لبطولة (دبليو دبليو إي) بين البطل جون سينا وإيدج وتربل إتش.عندما بدأت المباراة، اختار ايدج الوقوف خارج الحلبة، على أمل أن يخوض جون سينا وتربل إتش المباراة بأنفسهم. ومع ذلك، تعاون كل من جون سينا وتربل إتش وانقلبوا على إيدج.
شهدت لحظة واحدة في المباراة إيدج يقذف ب تريبل إتش إلى عمود الحلقة الفولاذي، مما جعل تربل إتش ينزف. بعد ذلك، نفذ إيدج حركة «إيدج أكشن» على جدول الإعلان على تربل إتش ثم ركز على جون سينا. ومع ذلك، أغلق سينا على ايدج في حركة STFU، لكن تم تحرره عندما ضرب سينا - تربل اتش في رأسه بميكروفون. بعد ذلك، طارد تربل إتش - إيدج وضربه بكرسي، وأرسله على الحائط الأمني وإلى الجمهور مباشرة. قام إيدج وضرب بالكرسي ليصل إلى تريبل إتش، لكن تريبل إتش تلقفه وقلبه إلى حركة عمود فقري. بالقرب من نهاية المباراة، حاول جون سينا استخدام حركة FU على ايدج ولكن تربل إتش وجه ضربة منخفضة إلى جون سينا، مما جعل جون سينا يُسقط من الحلبة. جون سينا، ومع ذلك، رد عليه في مباراة لفة المتابعة. فاز جون سينا بالمباراة واحتفظ بنجاح ببطولة دبليو دبليو إي. بعد المباراة، ضرب تربل إتش - جون سينا وإدج، والحكم أيضاً بمطرقة ثقيلة، وقام بتوقيع توقيعه؛ حتى أداء حركة «القطعة المتقاطعة» الخاصة به DX، حيث تلقى ترحيبا حاراً من الجمهور، وأُختتم العرض.

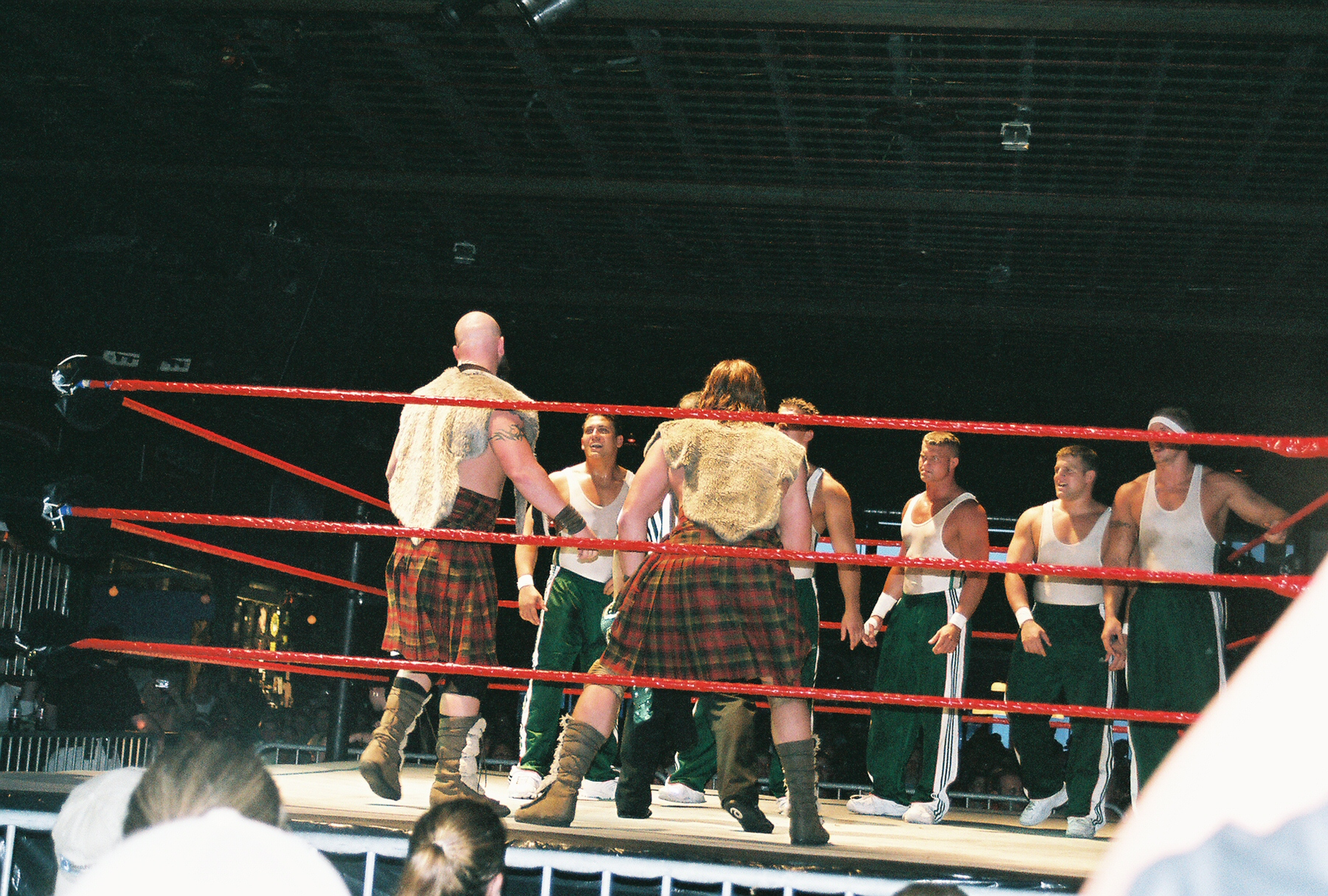
The Spirit Squad - باكلاش 2006

## بعد الكارثة
في حلقة 15 مايو من راو، خسر روب فان دام بطولة دبليو دبليو إي للقارات أمام شيلتون بنجامين في مباراة العودة. في الأسبوع التالي، بعد أن هزم جون سينا- كريس ماسترز في مباراة فردية خرج روب فان دام وأبلغ سينا أنه سيصرف في عقده ماني إن ذا بانك، الذي فاز به في راسلمينيا في إكستريم تشامبيونشيب ريسلينغ من ستاند ليلة واحدة.
في حلقة 29 مايو من راو، تم اختيار روب فان دام من قبل ممثل إيكو بول هيمان ليتم ترشيحه من (راو) إلى علامة إكستريم تشامبيونشيب ريسلينغ الجديدة لـ دبليو دبليو إي.
في ستاند ليلة واحدة، خسر جون سينا بطولة دبليو دبليو إي أمام فان دام في مباراة سميت «قواعد صارمة». بعد آثار باكلاش رد الفعل العكسي، واجه «كين المحتال» كين، الذي كان يرتدي قناع كين القديم وزيه الدائري. نفذ المحتال خنقاً على كين خلال مباراته ضد شيلتون بنجامين في بطولة إنتركونتيننتال. أدى هذا التنافس إلى مباراة بين الاثنين في فينجينس، حيث خسر كين الحقيقي أمام إمبوستر.
واصل ماكمون، جنباً إلى جنب مع فريق الروح عداءهم مع شون مايكلز. في الأسابيع التي تلت ذلك، سينتقم مايكلز من كل من ماكماهون وفريق الروح في حلقة 22 مايو من راو، كان مايكلز في مباراة الإعاقة 5 ضد 1، وأصاب أعضاء فرقة الروح في الركبة اليسرى لمايكلز.
أمر فينس ماكماهون «تربل إتش»، الذي تم تضمينه أثناء المنافسة، ب «كسر جمجمة مايكلز» بمطرقته الثقيلة المميزة. فشل تربل إتش في فعل ما أمره به السيد مكماهون، ووجه وجهه وهاجم فرقة الروح. تبع ذلك أسابيع كان من المفترض أن يصبح خلالها تربل إتش عضواً في «نادي قبلة من الخلف» للسيد ماكماهون. مع ذلك، جاءت نتيجة تربل إتش بنتائج عكسية عندما حاول أن يصبح عضواً، عندما أعطى النسبة إلى ماكماهون ووضعه هو وشين في الحلبة.
في حلقة 12 يونيو من راو، حجز ماكماهونز _ تربل إتش في مباراة (هاند كاب) ضد فريق الروح. شهدت المباراة عودة مايكلز من إصابته، مما أدى إلى قيام تربل إتش ومايكلز بإصلاح مصارعتهم السابقة مع جينيريشن إكس.
في فينغنس، التقى جينيريشن إكس مع فريق الروح في مباراة الإعاقة 5 ضد 2، والتي فاز بها جينيريشن إكس.

## الإقبال
تلقى الحدث 273000 ألف عملية شراء بالدفع مقابل المشاهدة، وهي عمليات شراء أكثر من حدث العام السابق الذي تم تلقيه، ومع ذلك حقق الحدث إيرادات بقيمة 19.9 مليون دولار، وهو أقل من إيرادات العام السابق البالغة 21.6 مليون دولار.
تم إصدار الحدث على قرص دي في دي في 30 مايو 2006، بواسطة سوني للترفيه الموسيقي ووصل إلى المركز الثاني في مخطط مبيعات أقراص دي في دي في بيلبورد للرياضات الترفيهية خلال أسبوع 24 يونيو 2006.

## النتائج
- غولدست هزم روب كونواي في مباراة فردية
- كارلتو هزم كريس ماستر في مباراة فردية
- أوماغا مع أموندو إليخاندرو هزم ريك فلير في مباراة فردية
- تريش ستريتوس هزمت ميكي جيمس في مباراة فردية (بطولة العالم للنساء)
- روب فان دام هزم شيلتون بنجامين بطولة إنتركونتننتال وموني إن ذا بانك
- بيغ شو وكين انتهت بدون مسابقة
- مستر ماكماهون وشان ماكماهون هزموا غاد وشاون ميكلز (نو هولد بارد-فريق العلامة التجارية)
- جون سينا هزم تربل إتش وإيدج مع ليتا في مباراة التهديد الثلاثي من بطولة دبليو دبليو إي.

## ذات صلة
الموقع الرسمي باكلاش 2006